# Tabanus taiwanus
Tabanus taiwanus är en tvåvingeart som beskrevs av Hayakawa och Takahasi 1983. Tabanus taiwanus ingår i släktet Tabanus och familjen bromsar. Inga underarter finns listade i Catalogue of Life.